# ジャガー・Cタイプ
ジャガー・C-Type（Jaguar C-Type ）はイギリスの高級車メーカージャガーが1951年から1953年の間製作したスポーツカーである。

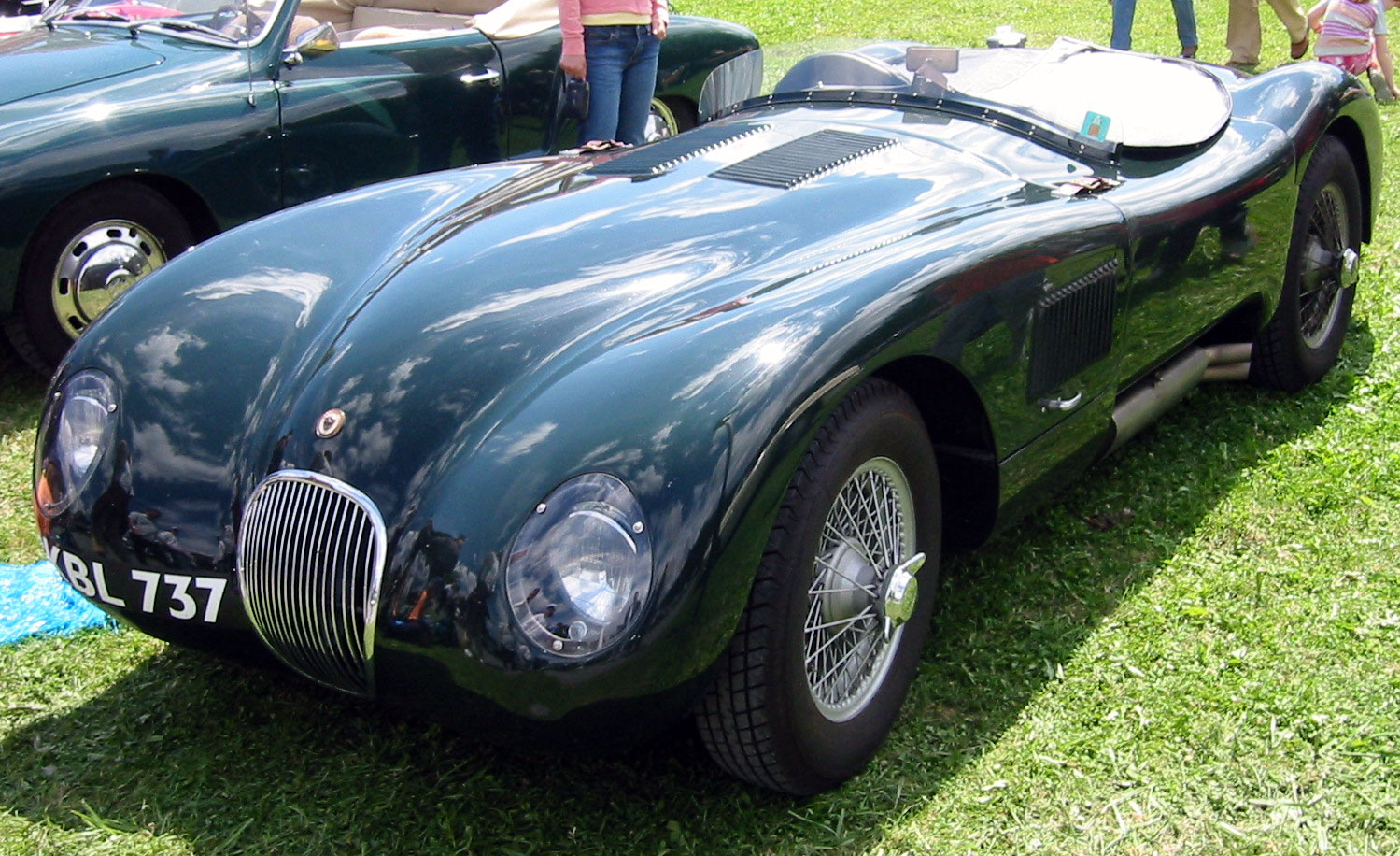
Cタイプ

## 概要
1948年に発表されたジャガー・XK120はその流麗なスタイリングと高性能さ、また同程度の性能を持つアストンマーティンやベントレーと比べて圧倒的に安価だったことから大人気となり、ジャガーのイメージを決定づける重要なモデルとなった。
1950年10月、会長であるウィリアム・ライオンズはスポーティなイメージをより決定的なものにするため、XK120をベースに改造したレーシングカーでル・マン24時間レースへ参戦することを決定した。そのために開発されたのがCタイプであり、レース開始6週間前の1951年5月初旬に最初の1台が完成した。その後2台が製作され、サルト・サーキットまで自走した。XK120Cとも呼ばれるこのマシンはライオンズの思惑通り1951年のル・マン24時間レースでジャガーにル・マン初優勝をもたらし、さらに1953年のル・マン24時間レースにも優勝を果たし、ジャガーのイメージ向上に大きく貢献した。

## メカニズム
エンジンは3,441 ccの直列6気筒DOHCXKエンジンで、クロード・ベイリーが圧縮比8.0、SU製キャブレターはそのままに160 hpから200 hpにチューニングした。また圧縮比を9.0に上げた仕様では210 hpを実現した。
トランスミッションは4速MT。
シャシはラダー式からチューブラー・フレームに変更されている。ホイールベースは2,440 mm。フロントサスペンションはほぼ同一のダブル・ウィッシュボーンとトーションバー。リアサスペンションはリーフ式から変更され、ヘインズが考案し右寄りに配置された三角形ブラケットと2本のトレーリングリンクでアクスルを支持し横置きトーションバーをばねとする方式となった。
ボディーはウィリアム・ライオンズから「XK120と共通するスタイリングイメージを持つように」との指示があった。ちょうどこの時期にブリストル飛行機から移って来ていたマルコム・セイヤーが、その空力技術を駆使し、ボディとフェンダーの段差をなくし、ヘッドライトはフロントフェンダーに埋め込むなど極めて凹凸が少なく滑らかにデザインした。全長3,990 mm、全幅1,640 mm、全高980 mmで大幅に低くなった。アルミニウム製ボディで、車両重量は939 kgと軽量になった。

### 1952年仕様
フロントを低く、テールを長くするなどさらに空力特性を追求したが、小型化したグリルが裏目に出てオーバーヒートに悩まされた。1952年のル・マン24時間レースでは以前より大型ラジエーターを装備したが効果はなく全車オーバーヒートによりシリンダーヘッドを破損しリタイヤとなった。1952年末に少数がプライベーターに販売された。

### 1953年仕様
オーバーヒートを解消するためボディーを元に戻し、燃料キャップをエアプレーン型に変更し、電装品の改良などで54.5 kgの軽量化に成功、エンジンはキャブレターをツインチョークのウェーバー製×3に変更するなどで220 hpにパワーアップ、前輪のみとはいえレーシングカーとしては初のディスクブレーキを搭載、リアサスペンションにパナール・ロッドを付加するなどの改良が施された。

## 生産台数・当時の販売価格
53台が製作された。当時の価格は6,000ドルで、これはノーマルのジャガー・XK120の約2倍であった。